# 形变收缩
在拓扑学中，收缩（retraction），顾名思义是将整个空间收缩到一个子空间；形变收缩（deformation retraction）是将空间“连续收缩”成一个子空间的映射。

## 定义

### 收缩
设 X 是一个拓扑空间，A 是 X 的一个子空间。那么连续映射
{\displaystyle r:X\to A}
是一个收缩如果 r 在 A 上的限制是 A 上的恒等映射；这就是说，r(a) = a 对所有 a 属于 A。等价地，记
{\displaystyle \iota :A\hookrightarrow X}
为包含，一个收缩是一个连续映射 r 使得
{\displaystyle r\circ \iota =id_{A},}
即 r 与 包含的复合是 A 的恒等。注意，由定义，一个收缩映射 X 映满 A。如果存在收缩映射，则子空间 A 称为 X 的一个收缩核（retract）。例如，任何空间以显然的方式收缩到一点（取常数映射为收缩）。
如果 X 嵌入任何正规空间 Y，作为 Y 的闭子集，X 是 Y 的收缩核，则空间 X 称为绝对收缩核（或 AR）。 

### 邻域收缩
如果存在一個開集 U 使得
{\displaystyle A\subset U\subset X}
且 A 是 U 的一個收縮核，則 A 稱為 X 的一個鄰域收縮核。
如果空間 X 閉嵌入任何正規空間 Y中，X 是 Y 的一個鄰域收縮核，稱為 X 為一個絕對鄰域收縮核（或 ANR）。

### 形变收缩与强形变收缩
称连续映射
{\displaystyle d:X\times [0,1]\to X}
是一个形变收缩，如果对任何x 属于 X 及 a 属于 A 有
{\displaystyle d(x,0)=x,\;d(x,1)\in A}，以及 {\displaystyle d(a,1)=a.}
换句话说，形变收缩是收缩与 X 上恒等映射的同伦。子空间 A 称为 X 的形变收缩核。形变收缩核是一类特殊的同伦等价。
收缩不一定是形变收缩。例如，以一个单点作为形变收缩核意味着是道路连通的（事实上这个空间是可缩的）。
注：形变收缩的另一个等价的定义如下。连续映射 r: X → A 是一个形变收缩如果它是一个收缩且它与包含映射的复合同伦于 X 上的恒等映射。在这种表述下，一个形变收缩得出它与 X 上的恒等映射之间的一个同伦。
如果在形变收缩的定义中，我们添加条件：
{\displaystyle d(a,t)=a\,}
对多有 t 属于 [0, 1]，d 称为一个强形变收缩（strong deformation retraction）。换句话说，强形变收缩在同伦中保持 A 中的点不动（也有一些作者将其作为形变收缩的定义）。

## 邻域形变收缩
U 中的空间偶 {\displaystyle (X,A)} 称为 NDR-偶如果存在映射 {\displaystyle u:X\rightarrow I} 使得 {\displaystyle A=u^{-1}(0)} 与同伦 {\displaystyle h:I\times X\rightarrow X}，使得 {\displaystyle h(0,x)=x} 对所有 {\displaystyle x\in X}，{\displaystyle h(t,a)=a} 对所有 {\displaystyle (t,a)\in I\times A}，以及 {\displaystyle h(1,x)\in A} 对所有 {\displaystyle x\in u^{-1}[0,1)}。二元组 {\displaystyle (h,u)} 称为 {\displaystyle (X,A)} 作为 NDR-偶的一个表示。

## 性质
形變收縮是一種特殊的同倫等價。事實上，兩個空間是同倫等價的當且僅當他們都是另一個大空間的形變收縮核。
任何能形變收縮成一點的拓撲空間稱為可縮的，反之亦然。但是存在可缩空间不能强形变收缩成一点。

## 引用
- 本條目含有来自PlanetMath《Neighborhood retract》的內容，版权遵守知识共享协议：署名-相同方式共享协议。